# Arnon Buspha
Arnon Buspha (thailändisch อานนท์ บุษผา; * 27. April 1988 in Kamphaeng Phet), auch als Non (thailändisch นนท์) bekannt, ist ein thailändischer Fußballspieler.

## Karriere
Arnon Buspha erlernte das Fußballspielen in der Nakhon Sawan Sports School in Nakhon Sawan. Von 2002 bis Mitte 2009 stand er beim Nakhon Sawan FC unter Vertrag. Der Verein spielte von 2002 bis 2006 in der Provincial League. Die Provincial League wurde von der SAT (Sports Administration of Thailand) ausgetragen. Ab 2007 spielte er in der zweiten Liga, der Thai Premier League Division 1. Mitte 2009 wechselte er zum Erstligisten BEC Tero Sasana FC. Hier stand er bis 2010 unter Vertrag. Die Hinserie 2011 stand er beim Drittligisten Nonthaburi FC in Nonthaburi unter Vertrag. Nach der Hinserie wechselte er wieder in die erste Liga. Hier unterschrieb er einen Vertrag beim Chonburi FC in Chonburi. Der Hinserie 2012 wurde er an den in der dritten Liga spielenden Samut Sakhon FC nach Samut Sakhon ausgeliehen. 2013 stand er für Looktabfah FC und den Chiangmai FC auf dem Spielfeld. Der Zweitligist Bangkok FC aus der thailändischen Hauptstadt Bangkok nahm ihn die Saison 2014 unter Vertrag. Für Bangkok absolvierte er 21 Spiele und schoss dabei zehn Tore. 2015 unterschrieb er einen Vertrag beim Drittligisten Ubon UMT United in Ubon Ratchathani. Mit Ubon wurde er Vizemeister der Regional League Division 2 in der North/Eastern Region. In den Aufstiegsspielen zur zweiten Liga belegte man den ersten Platz und stieg somit in die zweite Liga auf. Mitte 2016 wechselte er wieder in die dritte Liga, wo er sich dem MOF Customs United FC aus Bangkok anschloss. Mit den Customs wurde er Vizemeister der Bangkok/East Region. Nach der Hinserie 2017 verließ er die Customs und schloss sich dem Drittligisten Udon Thani FC an. Mit dem Verein aus Udon Thani wurde man Ende 2017 Vizemeister der Upper Region der Thai League 3 und stieg somit in die zweite Liga auf. Nach dem Aufstieg verließ er den Verein und wechselte nach Lampang zum dort beheimateten Zweitligisten Lampang FC. Mitte 2018 verpflichtete ihn der Drittligist Ayutthaya United FC. Mit dem Verein aus Ayutthaya wurde er Ende 2018 Vizemeister und stieg in die zweite Liga auf. Für Ayutthaya absolvierte er insgesamt 33 Spiele. Anfang 2020 unterzeichnete er einen Vertrag beim Drittligisten Ubon Ratchathani FC in Ubon Ratchathani. Nach zwei Drittligaspielen nahm ihn Mitte 2020 der Zweitligist Uthai Thani unter Vertrag. Mit dem Verein aus Uthai Thani spielte er viermal in der zweiten Liga. Ende 2020 wurde sein Vertrag nicht verlängert. Die Rückrunde wechselte er zum Drittligisten Trang FC. Mit dem Verein aus Trang spielte er in der Southern Region der Liga. Im Sommer 2021 unterschrieb er einen Vertrag beim in der Western Region spielenden Pathumthani University FC. Nach der Hinserie verpflichtete ihn der ebenfalls in der Western Region spielende Chainat United FC. Zu Beginn der Saison 2022/23 zog es ihn in den Osten des Landes. Hier nahm ihn der Drittligist Bankhai United FC unter Vertrag. Mit dem Klub spielte er achtmal in der Eastern Region der Liga. Die Saison 2024 stand er beim Look E San FC unter Vertrag. Der Verein spielte in der vierten Liga, der Thailand Semi-Pro League. Hier bestritt er vier Ligaspiele. Im Sommer 2024 nahm ihn der Drittligist Phitsanulok FC aus der Northern Region unter Vertrag. Nach fünf Ligaspielen wechselte er im Januar 2025 in die North/Eastern Region. Hier schloss er sich in Ubon Ratchathani dem Ubon Kruanapat FC an.

## Erfolge
Ubon UMT United
- Regional League Division 2 – North/East: 2015  ▲

MOF Customs United FC
- Regional League Division 2 – Bangkok/East: 2016 (Vizemeister)

Udon Thani FC
- Thai League 3 – Upper Region: 2017 (Vizemeister)  ▲

Ayutthaya United FC
- Thai League 3 – Upper Region: 2018 (Vizemeister)  ▲